# Natação no Campeonato Mundial de Esportes Aquáticos de 2023 - 100 m borboleta feminino
A disputa na modalidade 100 metros borboleta feminino de Natação no Campeonato Mundial de Esportes Aquáticos de 2023 fora realizada nos dias 22 e 24 de julho de 2023 na Marine Messe Fukuoka em Fukuoka, no Japão. Ao todo, 49 nadadoras de 44 Comitês Olímpicos Nacionais participaram do evento.

## Formato da competição
A competição consiste em três rodadas: eliminatórias, semifinais e final. Os nadadores com os 16 melhores tempos nas baterias preliminares avançam as semifinais. Já os nadadores com os 8 melhores tempos nas semifinais avançam a final. Desempates (swim-offs) são utilizados conforme necessário para quebrar os empates de avanço a próxima rodada.

## Calendário
Todos os horários estão na Hora legal japonesa (UTC+9).
| Data                | Horário | Fase          |
| ------------------- | ------- | ------------- |
| 23 de julho de 2023 | 11:21   | Eliminatórias |
| 23 de julho de 2023 | 20:12   | Semifinais    |
| 24 de julho de 2023 | 20:09   | Final         |

## Recordes
Antes desta competição, os recordes mundiais e do campeonato nesta prova eram os seguintes:
| Tipo                  | Atleta         | Tempo  | Local          | Data                |
| --------------------- | -------------- | ------ | -------------- | ------------------- |
|                       | Sarah Sjöström | 55s 48 | Rio de Janeiro | 7 de agosto de 2016 |
| Recorde do campeonato | Sarah Sjöström | 55s 53 | Budapeste      | 24 de julho de 2017 |

## Medalhistas
| Ouro                | Prata                   | Bronze                       |
| Zhang Yufei · China | Maggie MacNeil · Canadá | Torri Huske · Estados Unidos |

## Resultados

### Eliminatórias
As eliminatórias foram realizadas no dia 23 de julho com início às 11:21.
| Pos. | Bateria | Raia | Nadadora              | CON                  | Tempo   | Notas |
| ---- | ------- | ---- | --------------------- | -------------------- | ------- | ----- |
| 1    | 3       | 5    | Zhang Yufei           | China                | 56.89   | Q     |
| 2    | 4       | 5    | Emma McKeon           | Austrália            | 57.05   | Q     |
| 3    | 5       | 6    | Angelina Köhler       | Alemanha             | 57.23   | Q     |
| 4    | 5       | 3    | Louise Hansson        | Suécia               | 57.49   | Q     |
| 5    | 5       | 5    | Maggie MacNeil        | Canadá               | 57.56   | Q     |
| 6    | 5       | 4    | Torri Huske           | Estados Unidos       | 57.66   | Q     |
| 7    | 3       | 3    | Wang Yichun           | China                | 57.72   | Q     |
| 8    | 3       | 4    | Gretchen Walsh        | Estados Unidos       | 57.74   | Q     |
| 9    | 4       | 3    | Brianna Throssell     | Austrália            | 57.94   | Q     |
| 10   | 4       | 6    | Lana Pudar            | Bósnia e Herzegovina | 57.95   | Q     |
| 11   | 4       | 4    | Marie Wattel          | França               | 58.02   | Q     |
| 12   | 4       | 7    | Anna Ntountounaki     | Grécia               | 58.12   | Q     |
| 13   | 3       | 6    | Ai Soma               | Japão                | 58.17   | Q     |
| 14   | 3       | 0    | Amina Kajtaz          | Croácia              | 58.50   | Q,    |
| 15   | 4       | 8    | Helena Rosendahl Bach | Dinamarca            | 58.55   | Q     |
| 16   | 3       | 2    | Katerine Savard       | Canadá               | 58.56   | Q     |
| 17   | 4       | 2    | Rikako Ikee           | Japão                | 58.61   |       |
| 18   | 4       | 1    | Ilaria Bianchi        | Itália               | 58.62   |       |
| 19   | 5       | 2    | Farida Osman          | Egito                | 59.09   |       |
| 20   | 5       | 1    | Keanna Macinnes       | Reino Unido          | 59.30   |       |
| 21   | 3       | 1    | Paulina Peda          | Polónia              | 59.34   |       |
| 22   | 5       | 0    | Barbora Seemanová     | Chéquia              | 59.36   |       |
| 23   | 5       | 7    | Giovanna Diamante     | Brasil               | 59.39   |       |
| 24   | 3       | 7    | Ellen Walshe          | Irlanda              | 59.44   |       |
| 25   | 3       | 8    | Quah Jing Wen         | Singapura            | 59.60   |       |
| 26   | 5       | 8    | Hazel Ouwehand        | Nova Zelândia        | 59.81   |       |
| 27   | 4       | 0    | Paula Juste           | Espanha              | 59.94   |       |
| 28   | 3       | 9    | Park Su-jin           | Coreia do Sul        | 1:00.20 |       |
| 29   | 2       | 3    | Trinity Hearne        | África do Sul        | 1:00.27 |       |
| 30   | 4       | 9    | Zsuzsanna Jakabos     | Hungria              | 1:00.51 |       |
| 31   | 2       | 5    | Laura Lahtinen        | Finlândia            | 1:00.56 |       |
| 32   | 5       | 9    | Athena Meneses        | México               | 1:00.95 |       |
| 33   | 2       | 4    | Luana Alonso          | Paraguai             | 1:01.16 |       |
| 34   | 2       | 2    | Olivia Borg           | Samoa                | 1:01.80 |       |
| 35   | 2       | 6    | Jasmine Alkhaldi      | Federação suspensa   | 1:01.94 |       |
| 36   | 2       | 1    | Sabrina Lyn           | Jamaica              | 1:02.13 |       |
| 37   | 1       | 4    | Varsenik Manucharyan  | Armênia              | 1:02.41 |       |
| 38   | 1       | 5    | María Schutzmeier     | Nicarágua            | 1:02.56 |       |
| 39   | 2       | 9    | Isabella Alas         | El Salvador          | 1:02.85 |       |
| 40   | 2       | 7    | Oumy Diop             | Senegal              | 1:03.14 |       |
| 41   | 1       | 8    | Felicity Passon       | Seicheles            | 1:03.15 |       |
| 42   | 2       | 8    | Emily Muteti          | Federação suspensa   | 1:03.17 |       |
| 43   | 2       | 0    | Julimar Ávila         | Honduras             | 1:03.52 |       |
| 44   | 1       | 3    | Lia Ana Lima          | Angola               | 1:04.88 |       |
| 45   | 1       | 6    | Adriana Giles         | Bolívia              | 1:05.70 |       |
| 46   | 1       | 7    | Hayley Hoy            | Essuatíni            | 1:09.14 |       |
| 47   | 1       | 2    | Hayley Wong           | Brunei               | 1:09.52 |       |
| 48   | 1       | 1    | Tara Naluwoza         | Uganda               | 1:09.69 |       |
| 48   | 1       | 0    | Alyse Maniriho        | Burundi              | 1:29.91 |       |

### Semifinais
As semifinais foram realizadas no dia 23 de julho com início às 20:12.
| Pos. | Bateria | Raia | Nadador               | CON                  | Tempo | Notas            |
| ---- | ------- | ---- | --------------------- | -------------------- | ----- | ---------------- |
| 1    | 2       | 4    | Zhang Yufei           | China                | 56.40 | Q                |
| 2    | 1       | 3    | Torri Huske           | Estados Unidos       | 56.76 | Q                |
| 3    | 2       | 3    | Maggie MacNeil        | Canadá               | 56.78 | Q                |
| 4    | 1       | 4    | Emma McKeon           | Austrália            | 56.89 | Q                |
| 5    | 2       | 5    | Angelina Köhler       | Alemanha             | 57.05 | Q                |
| =6   | 2       | 2    | Brianna Throssell     | Austrália            | 57.14 | Q                |
| =6   | 1       | 6    | Gretchen Walsh        | Estados Unidos       | 57.14 | Q                |
| 8    | 2       | 7    | Marie Wattel          | França               | 57.17 |                  |
| 9    | 1       | 5    | Louise Hansson        | Suécia               | 57.29 |                  |
| 10   | 1       | 2    | Lana Pudar            | Bósnia e Herzegovina | 57.34 |                  |
| 11   | 2       | 6    | Wang Yichun           | China                | 57.74 |                  |
| 12   | 1       | 7    | Anna Ntountounaki     | Grécia               | 57.97 |                  |
| 13   | 1       | 8    | Katerine Savard       | Canadá               | 58.18 |                  |
| 14   | 2       | 1    | Ai Soma               | Japão                | 58.27 |                  |
| 15   | 1       | 1    | Amina Kajtaz          | Croácia              | 58.49 | Recorde nacional |
| 16   | 2       | 8    | Helena Rosendahl Bach | Dinamarca            | 58.54 |                  |

### Final
A final fora realizada no dia 24 de julho às 20:09.
| Pos.              | Raia | Nadador           | CON            | Tempo | Notas |
| ----------------- | ---- | ----------------- | -------------- | ----- | ----- |
| Medalha de ouro   | 4    | Zhang Yufei       | China          | 56.12 |       |
| Medalha de prata  | 3    | Maggie MacNeil    | Canadá         | 56.45 |       |
| Medalha de bronze | 5    | Torri Huske       | Estados Unidos | 56.61 |       |
| 4                 | 6    | Emma McKeon       | Austrália      | 56.88 |       |
| 5                 | 2    | Angelina Köhler   | Alemanha       | 57.05 | =     |
| 6                 | 8    | Marie Wattel      | França         | 57.13 |       |
| 7                 | 1    | Brianna Throssell | Austrália      | 57.34 |       |
| 8                 | 7    | Gretchen Walsh    | Estados Unidos | 57.58 |       |

Legenda
| Recorde mundial       | Recorde mundial (World record)               |                       | Recorde africano                      | Recorde africano (African) |                                           | Q | Classificado por posição (Qualified) |
| Recorde do campeonato | Recorde do campeonato (Championship record)  | Recorde da América    | Recorde da América (Americas)         | q                          | Classificado por melhor tempo (Qualified) |   |                                      |
| Melhor marca do ano   | Melhor marca do ano (World leading)          | Recorde asiático      | Recorde asiático (Asian)              | DNS                        | Não largou (Did not start)                |   |                                      |
| Recorde nacional      | Recorde nacional (National record)           | Recorde europeu       | Recorde europeu (European)            | DNF                        | Não terminou (Did not finish)             |   |                                      |
| Recorde pessoal       | Recorde pessoal do atleta (Personal best)    | Recorde da Oceania    | Recorde da Oceania (Oceania)          | DSQ / DQ                   | Desclassificado (Disqualified)            |   |                                      |
| Recorde da temporada  | Recorde da temporada do atleta (Season best) | Recorde sul-americano | Recorde sul-americano (South America) | NM                         | Sem marca (No mark)                       |   |                                      |